# Xylopia wilwerthii
Xylopia wilwerthii De Wild. & T.Durand – gatunek rośliny z rodziny flaszowcowatych (Annonaceae Juss.). Występuje naturalnie w Kongo oraz Demokratycznej Republice Konga. 

## Morfologia
PokrójZimozielone drzewo dorastające do 8–11 m wysokości.
LiścieMają podłużnie eliptyczny kształt. Mierzą 4,5–9 cm długości oraz 1,5–2,5 szerokości. Nasada liścia jest klinowa. Wierzchołek jest spiczasty.
KwiatySą pojedyncze. Rozwijają się w kątach pędów. Płatki są kremowe. Mają liniowy kształt i dorastają do 17–30 mm długości.
OwoceApokarpiczne, złożone z mieszków o podłużnie cylindrycznym kształcie. Osiągają 20–35 mm długości oraz 7–10 mm średnicy.

## Biologia i ekologia
Rośnie w lasach wtórnych.